# سیور (سمیرم)
سیوَر (سمیرم)، روستایی از توابع بخش پادنا شهرستان سمیرم در استان اصفهان ایران است.

## جمعیت
این روستا در دهستان پادنا سفلی قرار دارد و بر اساس سرشماری مرکز آمار ایران سرشماری عمومی نفوس و مسکن در سال ۱۳۹۵ جمعیت آن ۲۲۰۰ نفر (۴۰۰ خانوار) بوده‌است. سیور با مردمانی مهربان، دلیر و جنگجو زبانزد هستند. بیشتر مردم به کار کشاورزی و دامپروری و زنبور داری مشغول‌اند که البته تعداد بسیار زیادی از خانواده‌های ساکن روستا به دلایل مختلف از جمله کار، تحصیل به شهرهای کوچک و بزرگ مهاجرت کرده‌اند ولی با این وجود مهاجر دائم نداشته و بیشتر مهاجرین در روستا دارای خانه مسکونی و زمین زراعی هستند.
بافت ساخت و ساز بیشتر منازل تا چند سال پیش به صورت سنتی و خشت و گل بوده که به دلیل منطقه زلزله خیز بافت آن تغییر اساسی نموده و به صورت استاندارهای روز درآمده ولی مرکز روستا توانسته بافت قدیمی خود را تا حد زیادی حفظ کند. روستای سیور دارای گونه‌های زیاد درختان میوه، غلات، حبوبات، تره بار، صیفی‌جات است ولی عمده درآمد مردم باغات سیب آن که از نظر کیفیت جزء بهترین‌ها بوده و بیشتر محصولات سیب آن صادر می‌گردد ولی متأسفانه به دلیل نبود سردخانه و صنایع بسته‌بندی سود حاصل از این باغات سیب بیشتر نصیب دلال‌ها می‌شود. از جمله درختان میوه می‌توان سیب (قرمز، گلاب، طلایی و..) گردو، بادام، گلابی، انگور، هلو، توت قرمز، آلوزرد، زرد آلو، گیلاس، آلبالو، سیب دره ای (ترش و شیرین)، و انواع درختان میوه بومی روستا را نام برد‍.
خاک روستای سیور به دلیل مرغوب بودن، مناسب کشت تمام محصولات سرد سیری و نیز شالیزارهای برنج می‌باشد. کاشت درختان سیب در این منطقه بسیار رواج دارد. و عمده درآمد روستائیان از فروش سیب درختی می‌باشد. زنبور داری یکی از راه‌های کسب درآمد روستائیان می‌باشد. مراتع گل و گیاه سیور که عمده آن پوشیده از انواع گونه‌های گون و آویشن می‌باشد، بهترین محل برای پرورش زنبور عسل بوده که البته بیشتر محلهای نگهداری و پرورش کندوها دامنه شمالی قلل در نزدیکی حوض دال است. دامپروری در مقیاس کم در روستا وجود دارد که عمده درآمد آنها از فروش دامهای خود در فصول بهار و تابستان است، البته گوشت خانواده‌ها از خود روستا تأمین می‌گردد. از میان گونه‌های گیاهی دنا ۱۸۶ گونه دارای کاربرد درمانی و طب، ۱۱۱ گونه خوراکی، ۷۸ گونه در رنگ سازی، ۳۲۲ گونه زینتی، ۴۰ گونه صمغ دار، ۲۵ گونه ادویه، ۵۰ گونه درخت و درختچه میوه وحشی، ۱۲ گونه روغنی، ۸۲ گونه اسانس و معطر، ۷۴ گونه بهداشتی و شوینده، ۴۳ گونه دارای کاربرد در صنایع دستی، ۴۹ گونه کاربرد در صنایع مختلف، ۸۰۰ گونه مرتعی و ۱۰۰ گونه تقویت کننده خاک و ۳۲۹ گونه جلوگیری کننده از فرسایش خاک می‌باشد.
گونه‌های جانوری منطقه دنا خاص آب و هوا و مراتع این بهشت گمشده می‌باشد که بعضی از این گونه‌ها بر اثر شکار بی‌رویه به کلی نابود شده و فقط می‌توان آنها را در عکسهای بی جان مشاهده کرد از جمله گونه پستاندارن آن می‌توان بزو کل، میش و قوچ، پلنگ و یوزپلنگ، خرس سیاه- قهوه ای و سفید، گرگ، شغال، کفتار، گراز، روباه، گورکن، سمور، جوجه تیغی و… نام برد و از گونه پرندگان کبک و کبک دری، کبوتر، قرقی و عقاب، پرنده زنبورخوار، سار، کلاغ نوک قرمز، دال((کرکس)، و صدها گونه بومی دیگر که در این بهشت گمشده وجود دارند. لازم به توضیح است که در ۵ کیلومتری شمال روستا ۲ رودخانه ماربر و کاسه رود قرار دارد که از منابع تأمین ماهی مورد نیاز و آب کشاورزی اهالی روستا می‌باشد. مکانهای تفریحی: روستای سیور دارای پتانسیل بسیار بالای گردشگری و توریستی می‌باشد که از جمله مکانهای دیدنی و گردشگری آن می‌توان به تنگ بالا، حوض دل، تنگ رزک، مور، خا راشتر، اتابکی، نعنا دون، بالا زیری، سهران رو، خرسان بزرگ و کوچک، آب اسپید، قلات بزی، ده بالا و آبشار فصلی گود نسه، چشمه کهریز دره باغ و حاشیه رودخانه زیبای ماربر و … اشاره کرد.